# 39464 Пепельман
39464 Пепельман (39464 Pöppelmann) — астероїд головного поясу, відкритий 27 жовтня 1973 року.
Тіссеранів параметр щодо Юпітера — 3,482.